# Acetilcsoport

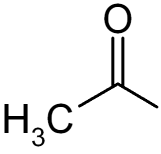
Acetilcsoport

Az acetilcsoport a szerves kémiában egy funkciós csoport, az ecetsav savmaradéka. Képlete:  -COCH3. Gyakran Ac-nek rövidítik (nem összetévesztendő az aktíniummal és az ecetsav deprotonálódásának rövidített egyenletében található "Ac-" jelentésével, ahol HAc = ecetsav és Ac- = acetátion). Az acetilcsoport egy olyan acilcsoport, ami metilcsoportot tartalmaz egyszeres kötéssel egy karbonilcsoporthoz kapcsolva. 
Számos biológiai vegyületben, és szintetikus gyógyszerszármazékban megtalálható, mint például az acetilkolin, az acetil-CoA, vagy az acetilszalicilsavban (közismertebb nevén az aszpirinben).

## Acetiláció
Egy acetilcsoport bekerülését egy vegyületbe acetilációnak nevezzük. Biológiai folyamatokban az acetil-CoA acetilcsoportja szolgáltatja a gyököt, így egy fontos intermedier. A hisztonok, fehérjék, vagy a DNS acileződése megváltoztatja tulajdonságaikat.

## Farmakológia
Számos gyógyszer tartalmaz acetilcsoportot, amelyeket a szervezetben található észterázok lebontanak, így ezek a molekulák pro-drugnak tekinthetők, mert a belőlük felszabaduló hatóanyagok felelősek a hatásért. A szalicilsav acilezésével acetilszalicilsav állítható elő, amely a szalicilsavval ellentétben már alkalmazható belsőleges készítményekben is, mert nyálkahártyairritáló hatása kisebb, mint a szalicilsavnak. A morfin acilezésével diacetil-morfin, azaz heroin jön létre. A heroin az acetilcsoportok miatt sokkal lipofilabb, mint az alkoholos, és fenolos hidroxilcsoportot tartalmazó morfin, így átjut a vér-agy gáton. Ott az észterázok lebontják, és a receptorhoz már a morfin kötődik.